# Amphithalamus
Amphithalamus là một chi ốc biển nhỏ, là động vật thân mềm chân bụng sống ở biển trong họ Barleeiidae.

## Các loài
Các loài trong chi Amphithalamus gồm có:
- Amphithalamus albus Rolán, 1991
- Amphithalamus glabrus Simone, 1996
- Amphithalamus inclusus Carpenter, 1864
- Amphithalamus niger Rolán, 1991
- Amphithalamus rauli Rolán, 1991
- Amphithalamus vallei Aguayo & Jaume, 1947

And one species that is still spelled with the genus name as Amphitalamus:
- Amphitalamus elspethae [2]